# Хазиахметов, Вагиз Хазиахметович
Вагиз Хазиахметович Хазиахметов (1916—2003) — советский работник сельского хозяйства, председатель колхоза, Герой Социалистического Труда.

## Биография
Родился в 1916 году в деревне Сарлы, ныне Азнакаевского района Татарстана. После окончания семилетки работал в колхозе. Затем, окончив курсы механизаторов, стал трактористом в МТС.
Участник Великой Отечественной и Советско-японской войн. После войны вернулся на родину, где односельчане избрали Хазиахметова председателем Сарлинского сельского совета. Проработав в этой должности с 1946 по 1951 годы, возглавил колхоз «Алга», проработав в нём 21 год. С 1972 по 1982 годы он снова работал председателем сельсовета.
Занимался общественной деятельностью, в 1947—1972 годах неоднократно избирался депутатом районного Совета. Выйдя на пенсию, продолжал работу в колхозе «Алга».
Умер в ноябре 2003 года. Был женат, жена — Бадерниса ханум, работала учителем начальных классов. В семье было трое сыновей — Голюс, Радик и Наиль.

## Награды
- В 1966 году В. Х. Хазиахметову было присвоено звание Героя Социалистического Труда с вручением ордена Ленина.
- Награждён также орденом Отечественной войны II степени, медалями «За отвагу», «За победу над Японией», серебряной и бронзовой медалями ВДНХ СССР, многими Почетными грамотами[2].